# Leona (Texas)
Leona é uma cidade localizada no estado norte-americano de Texas, no Condado de Leon.

## Demografia
Segundo o censo norte-americano de 2000, a sua população era de 181 habitantes.
Em 2006, foi estimada uma população de 197, um aumento de 16 (8.8%).

## Geografia
De acordo com o United States Census Bureau tem uma área de
5,6 km², dos quais 5,6 km² cobertos por terra e 0,0 km² cobertos por água. Leona localiza-se a aproximadamente 112 m acima do nível do mar.

## Localidades na vizinhança
O diagrama seguinte representa as localidades num raio de 28 km ao redor de Leona.